# Albatros à tête grise
Thalassarche chrysostoma
Espèce
Statut de conservation UICN

 EN A4bd : En danger
L'Albatros à tête grise (Thalassarche chrysostoma) est une espèce d'oiseaux de mer de la famille des Diomedeidae.

## Morphologie

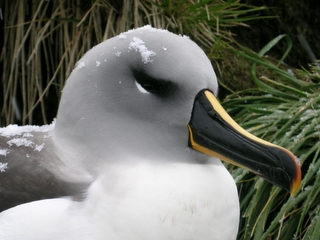
Gros plan sur la tête

### Mensurations
L'Albatros à tête grise pèse de 2,6 à 4,4 kg ; il mesure en moyenne 81 cm pour une envergure d'environ 220 cm.

### Aspect général
Il présente une tête grise, avec le front et la nuque d'un gris un peu plus pâle. Il y a un petit croissant blanc en arrière de l'œil. Son bec sombre et massif est bordé de deux lignes jaunes, une en haut, une en bas. L'extrémité de la mandibule supérieure est rosée ou orange.
Le dos et le dessus de la queue sont gris sombre, mais la zone du bassin est blanche. Le dessous de l'animal est blanc, mais Le dessous de l'aile présente une bordure noire qui est plus large que celle de l'Albatros de Buller ou de l'Albatros à bec jaune.

### Aspect des juvéniles
Les juvéniles ont un bec presque entièrement noir. La tête et la nuque sont plus sombres que chez l'adulte, de même que le dessous des ailes, qui ne présentent presque pas de blanc. Ils se distinguent des juvéniles de l'Albatros à sourcils noirs par le dessous des ailes sombre et le bec foncé (au lieu de clair).

## Comportement

### Alimentation
Cet albatros se nourrit de poissons, de céphalopodes (calmars par exemple) et de crustacés (krill, crevettes). Il peut aussi se nourrir de déchets de poissons rejetés en mer par les bateaux de pêche, mais aussi s'attaquer aux appâts disposés sur les palangres (voir le paragraphe Menaces). Les petits sont généralement nourris de poissons, et tout particulièrement de lamproies.
Cette espèce se nourrit généralement en surface. Elle est capable de parcourir 13 000 km pour rejoindre une zone de nourrissage.

### Reproduction

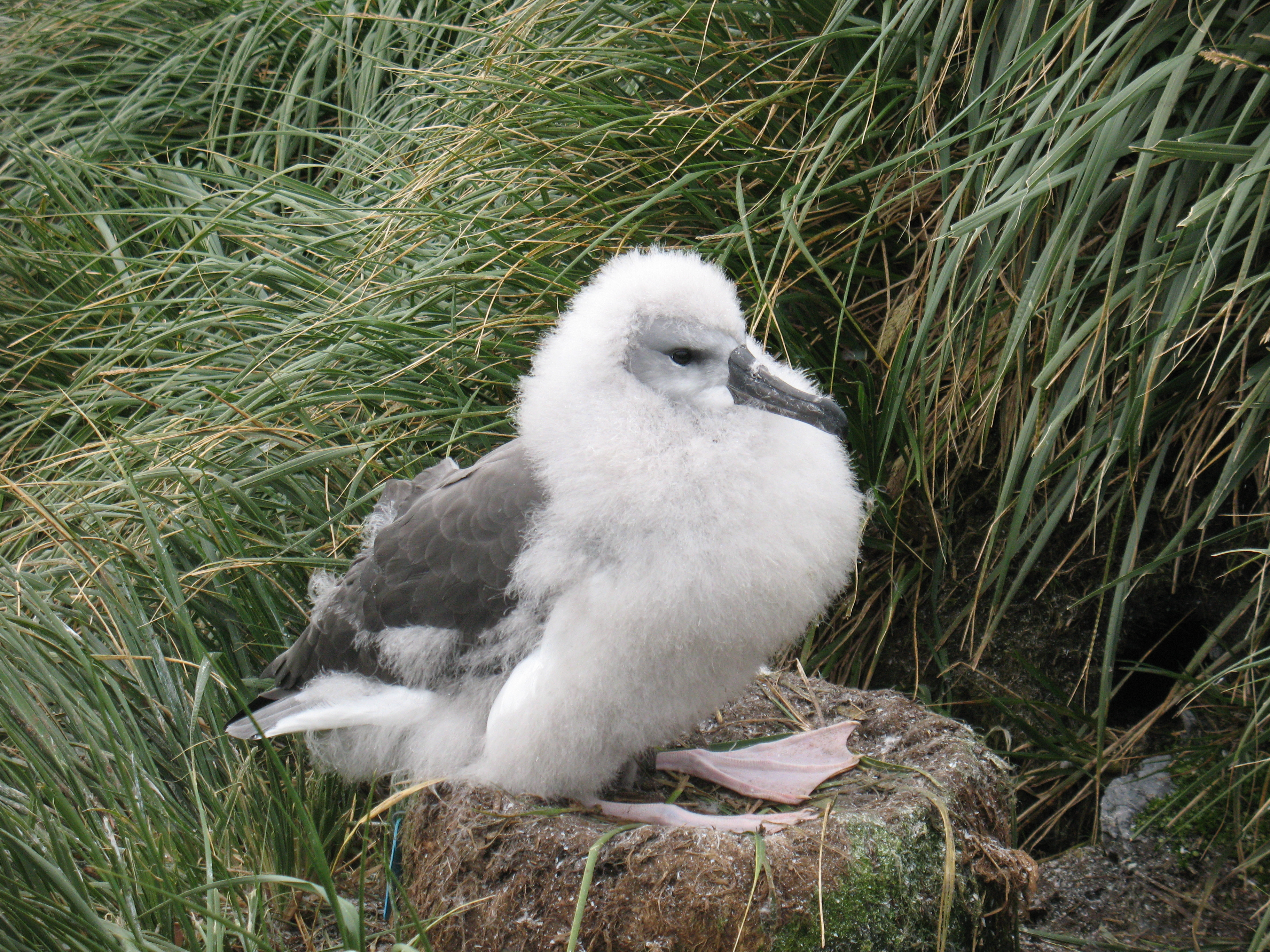
Un oisillon d'Albatros à tête grise au nid

Les albatros à tête grise ne commence à se reproduire qu'à 7 ans au plus tôt. Ils vivent au moins pendant 36 ans.
Cette espèce est monogame. Les couples ne se reproduisent que tous les deux ans en moyenne : lorsqu'un couple a élevé un petit avec succès, ils ne se reproduisent généralement pas l'année suivante.
Le nid est bâti sur un socle de boue séchée, garni d'herbe. La ponte, qui a lieu vers la mi-octobre, ne comprend qu'un seul œuf. Le mâle assure presque toute l'incubation. L'éclosion a lieu pendant le mois de décembre. Il faut de 3 à 4 jours pour que l'oisillon parvienne à sortir de l'œuf.
Le petit sera gardé pendant environ trois semaines, généralement par le mâle, puis les deux parents le laisseront temporairement seul au nid pour partir en quête de nourriture.
L'oisillon ne prendra son envol qu'au mois de mai.

## Répartition et habitat

### Habitat
Il niche sur les pentes raides ou les falaises rocheuses d'îles présentant des touffes d'herbe. En dehors de la saison de nidification, cet oiseau pélagique vit en plein océan, généralement loin des rivages. Il se disperse alors dans les océans du Sud, principalement entre 65° et 35° S, pouvant atteindre le 15° S dans la zone du Courant de Humboldt.
Il est capable de voyager sur de grandes distances et très rapidement ; on a déterminé qu'un individu avait réalisé une navigation circumpolaire en 46 jours,.

### Population
La population mondiale de cet oiseau était estimée par BirdLife International en 2007 à 184 730 individus, et est en déclin.

### Répartition
Cette espèce fréquente tous les océans de l'hémisphère Sud.
Elle se reproduit sur des îles sub-Antarctiques :
- Îles Diego Ramirez et Îles Ildefonso dans le passage de Drake, au sud du Chili (entre le sud de l'océan Pacifique et le sud de l'océan Atlantique)
- Archipel du Prince-Edouard (Île Marion et Île du Prince-Édouard) et Géorgie du Sud (sud de l'océan Atlantique),
- Îles Kerguelen et îles Crozet (sud de l'océan Indien),
- Île Macquarie et Île Campbell (sud-ouest de l'océan Pacifique, au sud de la Nouvelle-Zélande).

En dehors de la saison de nidification, on peut le trouver plus au nord, mais toujours dans les eaux froides de l'hémisphère Sud. Les individus non-nicheurs peuvent réaliser des trajets circumpolaires.

## L'Albatros à tête grise et l'homme

### Systématique et appellation
Autrefois appelé Diomedea chrysostoma, son nom de genre a été modifié en Thalassarche par l'American Ornithologists' Union en 1997.

### Statut et préservation

#### Menaces
Dans les eaux australiennes, plus de 400 individus (dont plus de 80 % de juvéniles) ont été tués chaque année par les palangriers japonais. Dans l'Océan Indien, la pêche à la Légine australe a tué entre 10 000 et 20 000 albatros, principalement de cette espèce, en 1997 et 1998. A l'île Campbell, le déclin semble avoir pour cause la raréfaction des proies due peut-être au réchauffement des eaux de surface et sûrement à la surpêche.

#### Déclin des populations
Sur l'île Bird, en Géorgie du Sud, on a constaté un déclin de 19 à 29 % depuis 1975-1976. A l'île Marion, la population a diminué de 1,75 % par an jusqu'en 1992, après quoi cette population s'est stabilisée. À l'île Campbell, la population est en déclin depuis les années 1940, et trois des colonies de cette île ont décliné de 79 à 87 %.

#### Statut légal
Cette espèce est protégée par le CMS en Appendice II et par l'ACAP en Annexe 1. Les populations sont surveillées en Géorgie du Sud et sur les îles Diego Ramirez, Marion, Macquarie et Campbell. Les îles Macquarie et Campbell sont des sites classés au Patrimoine mondial de l'UNESCO, et les îles du Prince Edward sont classées Réserve Naturelle.
L'UICN a classé l'Albatros à tête grise dans la catégorie « vulnérable » à cause du déclin de population. Cet organisme estime que le déclin global a atteint 48 % en trois générations (90 ans), déclin sans doute en grande partie dû à la pêche au palangre. Cet organisme ajoute que si on découvre que le déclin constaté au niveau de certains sites a aussi lieu dans d'autres zones, l'espèce pourrait passer dans la catégorie « menacée » (endangered).

### Philatélie
Plusieurs États ont émis des timbres à l'effigie de cet oiseau :
le Territoire Antarctique australien en 1988, les Terres australes et antarctiques françaises en 1995 et 1998, la Géorgie du Sud-et-les Îles Sandwich du Sud en 1985 (sous l'appellation « Dépendances des îles Falkland »), 1994, 1998, 1999 et 2003.

### Photos et vidéos
- Galerie Flickr de photos de l'Albatros à tête grise sur le site Avibase
- Galerie de photos de l'Albatros à tête grise sur CalPhotos
- Vidéos & photos sur le site IBC (Internet Bird Collection)
- Photos comparatives des crânes de Thalassarche chrysostoma, Thalassarche melanophris, Thalassarche cauta steadi et Phoebetria fusca sur le site Seabird Osteology Pages
- Galerie de photos de l'Albatros à tête grise sur Greg Lasley Nature Photography

### Sources bibliographiques
- Todd F.S. & Genevois F. (2006) Oiseaux & Mammifères antarctiques et des îles de l'océan austral. Kameleo, Paris, 144 p.